# Campionati mondiali di biathlon 1984
I Campionati mondiali di biathlon 1984 si svolsero a Chamonix, in Francia, dal 29 febbraio al 4 marzo e contemplarono esclusivamente gare femminili; fu la prima volta in cui le donne poterono disputarsi titoli iridati, fino ad allora riservati agli uomini. In quell'anno, per via dei XIV Giochi olimpici invernali di Sarajevo 1984, i campionati maschili non si svolsero.
Furono inserite in programma le stesse gare previste per i maschi (sprint e individuale), ma su distanze diverse: 5 km anziché 10 per la sprint, 10 anziché 20 per l'individuale. La staffetta seguì la formula 3x5 km anziché 4x7,5 km.

## Risultati

### Sprint 5 km
| Posizione | Atleta               | Nazione          | Tempo   |
| --------- | -------------------- | ---------------- | ------- |
| 1         | Venera Černyšova     | Unione Sovietica | 23:00,1 |
| 2         | Sanna Grønlid        | Norvegia         | 23:35,0 |
| 3         | Andrea Grossegger    | Austria          | 23:39,5 |
| 4         | Ljudmila Zabolotnaja | Unione Sovietica | -       |
| 5         | Gry Østvik           | Norvegia         | -       |
| 6         | Siv Bråten           | Norvegia         | -       |
| 7         | Kaija Parve          | Unione Sovietica | -       |
| 8         | Mette Mestad         | Norvegia         | -       |
| 9         | Tat'jana Brylina     | Unione Sovietica | -       |
| 10        | Lise Meloche         | Canada           | -       |

3 marzo

### Individuale 10 km
| Posizione | Atleta               | Nazione          | Tempo   |
| --------- | -------------------- | ---------------- | ------- |
| 1         | Venera Černyšova     | Unione Sovietica | 44;21,0 |
| 2         | Ljudmila Zabolotnaja | Unione Sovietica | 44:30,9 |
| 3         | Tat'jana Brylina     | Unione Sovietica | 44:50,0 |
| 4         | Kaija Parve          | Unione Sovietica | -       |
| 5         | Kari Swenson         | Stati Uniti      | -       |
| 6         | Siv Bråten           | Norvegia         | -       |
| 7         | Sanna Grønlid        | Norvegia         | -       |
| 8         | Christine Claude     | Francia          | -       |
| 9         | Anna-Lena Fritzon    | Svezia           | -       |
| 10        | Anette Bouvin        | Svezia           | -       |

29 febbraio

### Staffetta 3x5 km
| Posizione | Nazione          | Atleti                                            | Tempo |
| --------- | ---------------- | ------------------------------------------------- | ----- |
| 1         | Unione Sovietica | Venera Černyšova Ljudmila Zabolotnaja Kaija Parve | -     |
| 2         | Norvegia         | Sanna Grønlid Gry Østvik Siv Bråten               | -     |
| 3         | Stati Uniti      | Holly Beatie Julie Newman Kari Swenson            | -     |

4 marzo

## Medagliere per nazioni
| Posizione | Nazione          | Oro | Argento | Bronzo | Totale |
| --------- | ---------------- | --- | ------- | ------ | ------ |
| 1         | Unione Sovietica | 3   | 1       | 1      | 5      |
| 2         | Norvegia         | 0   | 2       | 0      | 2      |
| 3         | Austria          | 0   | 0       | 1      | 1      |
| 3         | Stati Uniti      | 0   | 0       | 1      | 1      |